# Стоцько Зіновій Антонович
Стоцько Зіновій Антонович (*30 жовтня 1942) — український науковець, інженер-механік, доктор технічних наук, професор, директор Інституту інженерної механіки та транспорту Національного університету «Львівська політехніка» з 2001 по 2014 р.р., завідувач кафедри проектування та експлуатації машин.

## Біографічні відомості
Народився 30 жовтня 1942 року у селі Скнилів Львівської області.
Закінчив Львівський політехнічний інститут за спеціальністю «Напівпровідникове та електровакуумне машинобудування».
З 1964 року працює на кафедрі електронного машинобудування на посадах асистента, старшого викладача, доцента, завідувача кафедрою, директора інститут.
З 1987 року — декан механіко-технологічного факультету, з 2001 року  до 2014 року — директор Інституту інженерної механіки та транспорту.

## Наукова і навчально-методична робота
У 1973 році захистив кандидатську дисертацію за тематикою автоматизації завантаження виробів у касети вібраційним способом.

У 1996 році — докторську дисертацію на тему «Моделювання та автоматизація технологічних процесів виготовлення виробів електронної техніки з нанесенням покрить методом напилення».

Проф. Стоцько З. А. є автором 9 навчальних посібників і понад 180 наукових праць.

### Результати наукових досліджень
Розроблені математичні моделі:
- завантаження деталей у технологічні касети;
- нанесення покрить на поверхні виробів;
- комбінованого керуючого контролю параметрів виробів і достовірності технологічного контролю;
- динаміки вібраційних машин об'ємного оброблення виробів, руху робочого середовища вібраційних машин об'ємного оброблення зі змінним параметром нелінійності, динаміки системи «вібраційна машина об'ємного оброблення — робоче середовище машини»;
- технологічного процесу струминного оброблення поверхонь виробів незв'язаними твердими тілами.

Розроблена методика організації навчального процесу студентів за напрямом «Інженерна механіка».
Під керівництвом проф. Стоцька З. А. розроблено автомати для контролю витрат рідини через сопла розпилювачів, автоматичні установки для контролю розподілу рідини у факелі розпилу, автомати для складання виробів з циліндричних деталей із їх взаємномим вторинним орієнтуванням, виконано ряд держбюджетних науково-дослідних робіт стосовно дослідження і розробки засобів автоматизації виготовлення товстих плівок методом лиття, теоретичних основ моделювання і проектування вібраційних машин об'ємної обробки виробів з дебалансним приводом та розробки теоретичних основ підвищення ефективності вібраційної об'ємної обробки виробів.
Після відкриття на кафедрі електронного машинобудування спеціальності «Обладнання переробних та харчових виробництв» під його керівництвом виконані науково-дослідні роботи з нової тематики — розроблено декілька типів машин для харчової промисловості — для пакування виробів у термоусадочну плівку, машини для різання хлібобулочних виробів, обладнання для перфорованого надрізання палет з пресованими виробами, зокрема з таблетками пресованої кави.

### Керівництво аспірантурою
Проф. Стоцько З. А. готує науково-педагогічні кадри вищої кваліфікації за спеціальністю 05.13.07 — Автоматизація процесів керування.

### Окремі наукові публікації

Диплом Львівської політехніки за перемогу у номінації "Найкращий навчальний посібник" (2009)

1. Stotsko Z. A. Investigations on the machine parts treatment by non-bound blast particles / Z. A. Stotsko, T. O. Stefanovych // Journal of Achievements in Materials and Manufacturing Engineering, Gliwice, Poland. — December, 2011. — № 49 (2). — P. 440-459.
2. Stotsko Z. A. Vehicle wheals vibration suppression by dynamic vibration absorber / Z. A. Stotsko, B. M. Diveyev // XXI Scientific Conference Transport, Zakopane, Poland. — 2008. — № 2 (2). — P. 62.
3. Stotsko Z. A. Influence of vibratory-centrifugal strain hardening on surface quality of cylindric long-sized machine parts / Z. A. Stotsko, B. I. Sokil, J. M. Kusyy, V. G. Topilnytskyy // Journal of Achievements in Materials and Manufacturing Engineering, Gliwice, Poland. — September-October, 2006. — № 18 (1-2). — P. 25-30.

### Навчальні посібники
1. Кодра Ю. В., Стоцько З. А. Технологічні машини. Розрахунок і конструювання : Навчальний посібник / За ред. З. А. Стоцька. – Львів : Видавництво Львівської політехніки, 2004 — 468 с.[3]
2. Кодра Ю. В., Стоцько З. А. Технологічні машини. Розрахунок і конструювання : Навчальний посібник / Видання друге, доповнене. Навч. посібник за ред. З. А. Стоцька. — Львів : Видавництво «Бескид Біт», 2004. — 466 с.
3. Берник П. С., Стоцько З. А., Паламарчук І. П., Яськов В. В., Зозуляк І. А. Механічні процеси і обладнання переробного та харчового виробництва : Навч. посібник — Львів : Видавництво Національного університету «Львівська політехніка», 2004. — 336 с.[4]
4. Паламарчук І. П., Берник П. С., Стоцько З. А, Яськов В. В., Зозуляк І. А. Теплообмінні процеси та обладнання переробного та харчового виробництва : Навч. посібник — Львів : Видавництво «Бескид Біт», 2006. — 368 с.
5. Кодра Ю. В., Стоцько З. А., Гаврильченко О. В. Завантажувальні пристрої технологічних машин. Розрахунок і конструювання: Навч. посібник / За ред. З. А. Стоцька. — Львів : Видавництво «Бескид Біт», 2008. — 356 с.
6. Кодра Ю. В., Стоцько З. А. Контрольно-вимірювальні пристрої технологічних машин: Навч. посібник / За ред. З. А. Стоцька. — Львів : Видавництво Національного університету «Львівська політехніка», 2008. — 312 с.[5]
7. Білоус Б. Д., Кузьо І. В., Мороз А. С., Пістун І. П., Стоцько З. А. Практичний довідник керівника: Навч. посібник — Луцьк: Видавництво «Волинянин», 2010. — 648 с.

## Членство в організаціях
Професор Зіновій Стоцько є:
- членом Міжнародної Академії Матеріалознавства і Інженерної Механіки WAMME (Польща);
- дійсним членом Підйомно-транспортної Академії наук України [6];
- членом навчально-методичної комісії «Машинобудування та металообробка» Міністерства освіти і науки, молоді та спорту України;
- членом наукової комісії з машинобудування Міністерства освіти і науки, молоді та спорту України;
- членом експертної ради з механіки і транспорту державної акредитаційної комісії;
- членом двох спеціалізованих вчених рад із захисту докторських і кандидатських дисертацій;
- відповідальним редактором українського міжвідомчого науково-технічного збірника «Автоматизація виробничих процесів у машинобудуванні та приладобудуванні» і Вісника Національного університету «Львівська політехніка» «Оптимізація виробничих процесів і технічний контроль у машинобудуванні та приладобудуванні»;
- членом редакційного комітету з рецензування Journal of Achievements in Materials and Manufacturing Engineering.[7];
- членом редакційної колегії всеукраїнського щомісячного науково-технічного і виробничого журналу «Машинознавство».

Нагорода WAMME за досягнення в співпраці з польською науковою громадою в галузі матеріалознавства і інженерної механіки (2010)

## Нагороди
- Відзнака «Відмінник освіти України» (1994, Україна).
- Почесна грамота Кабінету Міністрів України (2004, Україна).
- Відзнака «Петро Могила» (2009, Україна).
- Медаль з нагоди 65-річчя започаткування матеріалознавства і механіки в Сілезії (2010, Польща).
- Нагорода Міжнародної академії матеріалознавства і інженерної механіки «Золота сова на честь професора Фредеріка Штауба» (2010, Польща).
- Нагорода Міжнародної академії матеріалознавства і інженерної механіки «Янтарна сова» (2012, Польща).